# ミサイル駆逐艦
ミサイル駆逐艦（ミサイルくちくかん、英語: Guided missile destroyer）は、ミサイル艦として建造された駆逐艦。アメリカ海軍では対空戦を重視して艦対空ミサイル（SAM）を搭載した駆逐艦をこのように称してDDGの記号を付しており、艦対艦ミサイルや艦対地ミサイルを搭載しているだけでは該当しない。海上自衛隊でも、同じく艦隊防空ミサイルを搭載した護衛艦にDDGの記号を付しており、ミサイル護衛艦と通称される。

## 歴史

### SAM黎明期
アメリカ海軍は、第二次世界大戦末期より、全く新しい対空兵器である艦対空ミサイル（SAM）の開発に着手していた。まず実用化されたテリアミサイルは、もともとは小型艦向けのシステムとして期待されており、1955年にはギアリング級駆逐艦「ジャイアット」にこれを搭載する改修が行われて、同海軍初のミサイル駆逐艦となった。しかしこの改修の結果、同システムは駆逐艦に搭載するにはあまりに大掛かりであると判断されて、まずは既存の巡洋艦への改修によって装備化されることになり、その後は駆逐艦をベースに大型化した嚮導駆逐艦（Destroyer leader, DL; 後のフリゲート）に搭載されるようになった。しかし航空機の発達に伴って、駆逐艦の主兵装だった12.7センチ砲が急速に陳腐化していたこともあり、駆逐艦でも搭載可能なSAMシステムとしてターター・システムが開発され、1960年より、これを搭載したDDGであるチャールズ・F・アダムズ級が就役を開始した。また各国も競って同ミサイルの導入を図ったものの、高性能とはいえあまりに高価であり、導入は一部のミサイル駆逐艦に限られた。
イギリス海軍では、1962年就役のカウンティ級駆逐艦に国内開発のシースラグを搭載してSAMの運用に着手したが、同級は駆逐艦と軽巡洋艦の中間的な艦と位置づけられており、艦種記号としてはDLG（ミサイル・フリゲート）に類別されていた。これに対し、DDGの記号が付与されたのが42型駆逐艦で、先行する82型駆逐艦と同系統のシーダートを搭載しつつ、艦型を大幅に圧縮した。またフランス海軍では、1962年よりシュルクーフ級駆逐艦の一部をターター搭載DDGとして改装する一方、自国でもマズルカを開発し、1967年就役のシュフラン級駆逐艦に搭載したが、これは米海軍のDLGに相当するものであった。
冷戦構造のもとで西側諸国への対抗を図っていたソ連海軍も、初の新造ミサイル駆逐艦としてM-1「ヴォルナ」を搭載した61型（カシン型）を開発し、1962年より配備を開始した。ただし同型を駆逐艦とするのは西側による分類であって、ソ連海軍自身は大型対潜艦（BPK）と類別していた。これと並行して、カシン型と同じSAMに加えて長射程の艦対艦ミサイル（SSM）も搭載した58型（キンダ型）の開発が進められており、こちらは駆逐艦とされていたが、後にミサイル巡洋艦（RKR）に類別変更された。

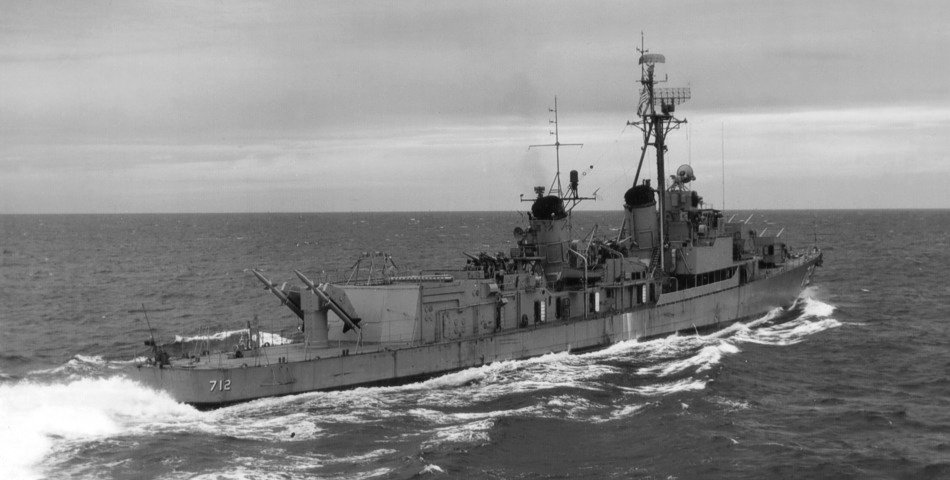
テリアを搭載した「ジャイアット」
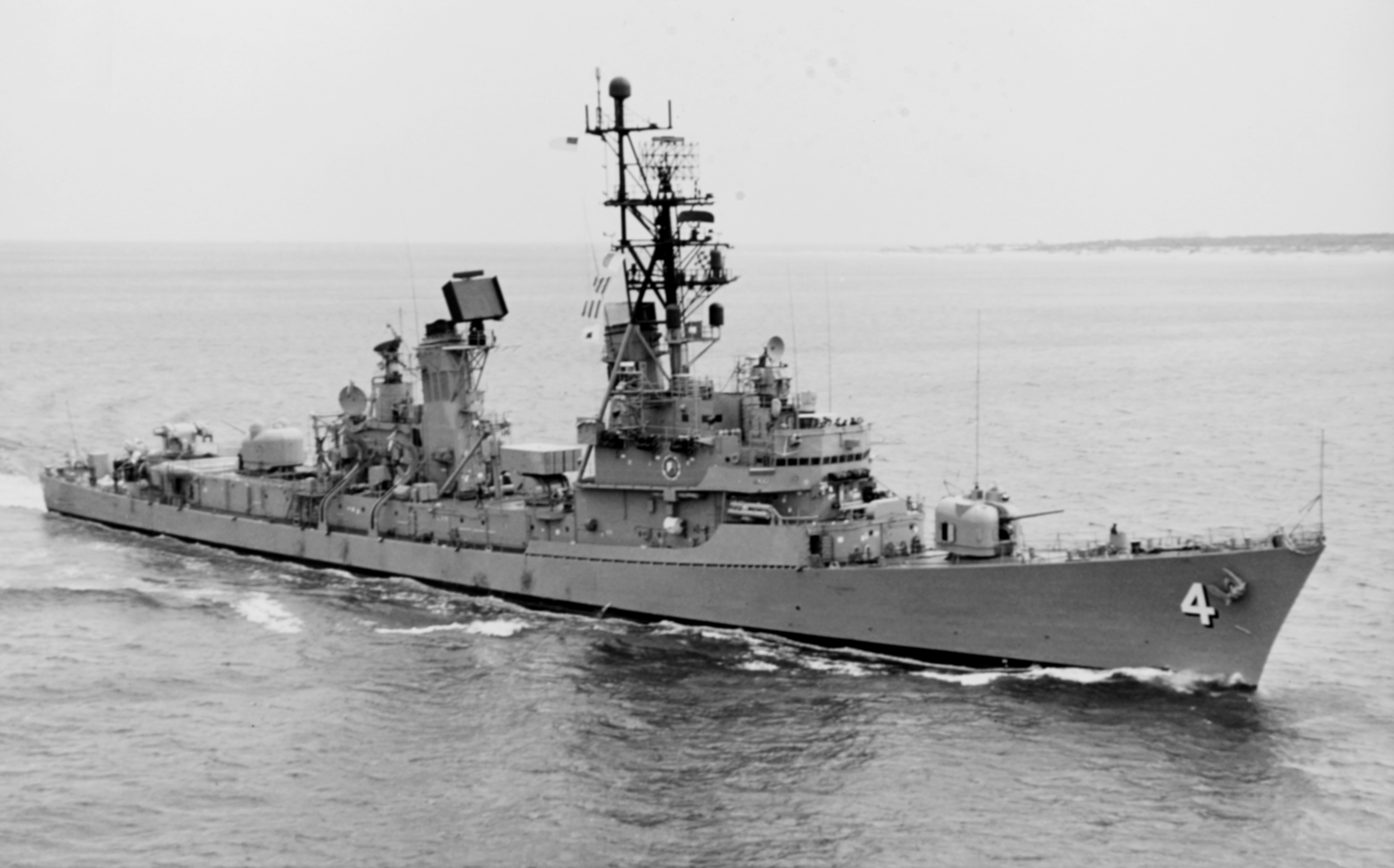
チャールズ・F・アダムズ級ミサイル駆逐艦
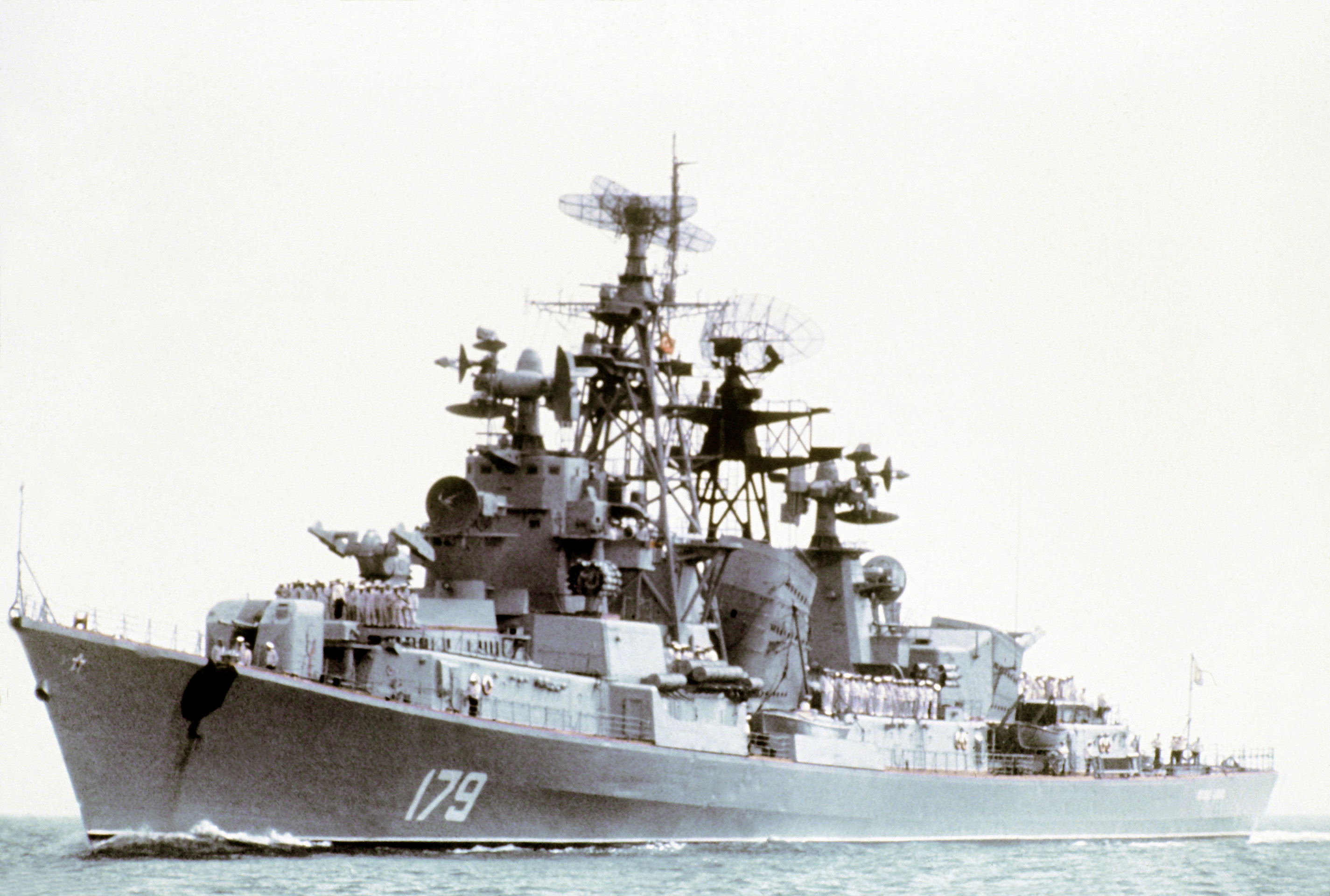
61型大型対潜艦 (カシン型駆逐艦)

### システム化の進展
アメリカ海軍では、1960年代初頭より海軍戦術情報システム（NTDS）を配備して、まず艦隊防空の組織化、ついで武器システムとの統合化を進めていた。DDGは艦型が小さいためになかなか搭載対象にならなかったものの、チャールズ・F・アダムズ級の準同型艦としてドイツ海軍が購入したリュッチェンス級駆逐艦において、NTDSの縮小版というべきSATIR-Iが導入されて、駆逐艦へのNTDS系戦術情報処理装置搭載の端緒となった。また海上自衛隊もNTDSの技術を応用して武器管制システム（WDS）をデジタル化したWES（Weapon Entry System）を導入し、たちかぜ型護衛艦で搭載したほか、これらの開発に携わったアメリカ海軍自身も、その成果を踏まえてチャールズ・F・アダムズ級の一部にJPTDS（Junior Participating Tactical Data System）を搭載した。
しかしこのように彌縫的なシステム化では、1970年代中期以降に著しい向上を見たソ連軍の対艦攻撃能力に対抗するには不十分と見積もられたことから、アメリカ海軍は、統合システムとして完全に設計を刷新したイージスシステム（AWS）を開発した。これを搭載するDDGとして計画されたタイコンデロガ級は1番艦の建造途上でミサイル巡洋艦に艦種変更されたが、イージスDDGはアーレイ・バーク級として結実し、1991年より就役を開始するとともに、海上自衛隊のこんごう型護衛艦や大韓民国海軍の世宗大王級駆逐艦など、アメリカ国外のイージスDDGのベースにもなった。またヨーロッパでもホライズン計画としてミサイル駆逐艦の共同開発が志向され、途中で脱退したイギリス海軍は45型駆逐艦、計画を続行したフランス海軍とイタリア海軍はそれぞれフォルバン級駆逐艦とアンドレア・ドーリア級駆逐艦を建造した。
一方、防空艦の欠如に悩まされていた中国人民解放軍海軍も、1990年代後半よりロシアからソヴレメンヌイ級駆逐艦を購入することで、DDGの運用に着手した。その後、同級と同等のSAMシステムを搭載した052B型や、ロシア製のリフ-Mを搭載した051C型を建造したのち、2000年代後半から国産のSAMシステムであるHHQ-9を搭載した052C型、続いて発展型の052D型の大量建造が開始された。そして、2010年代後半からは052C/D型を更に発展させ、満載排水量10,000トン以上まで大型化させた055型の整備も着手された。

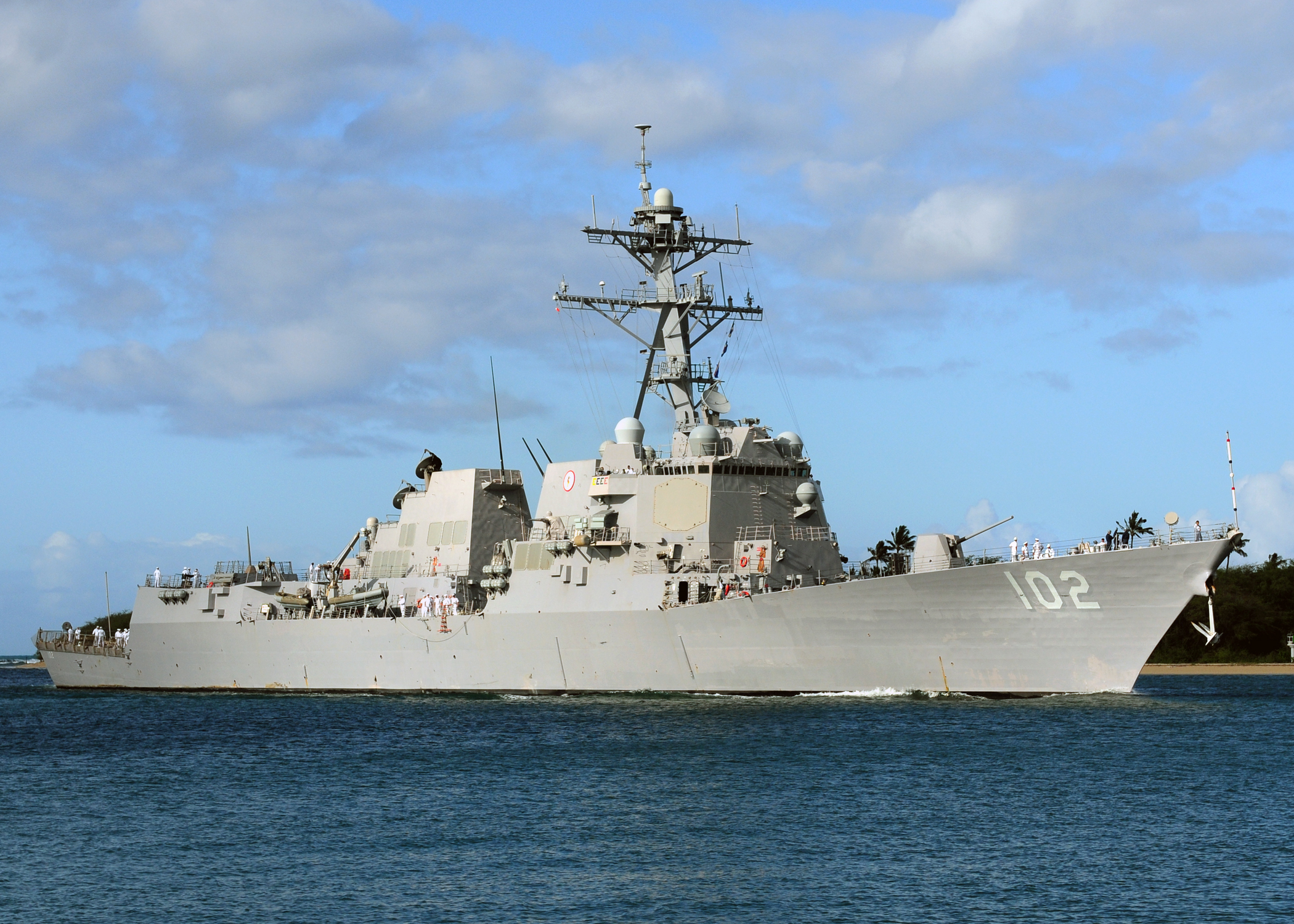
アーレイ・バーク級ミサイル駆逐艦
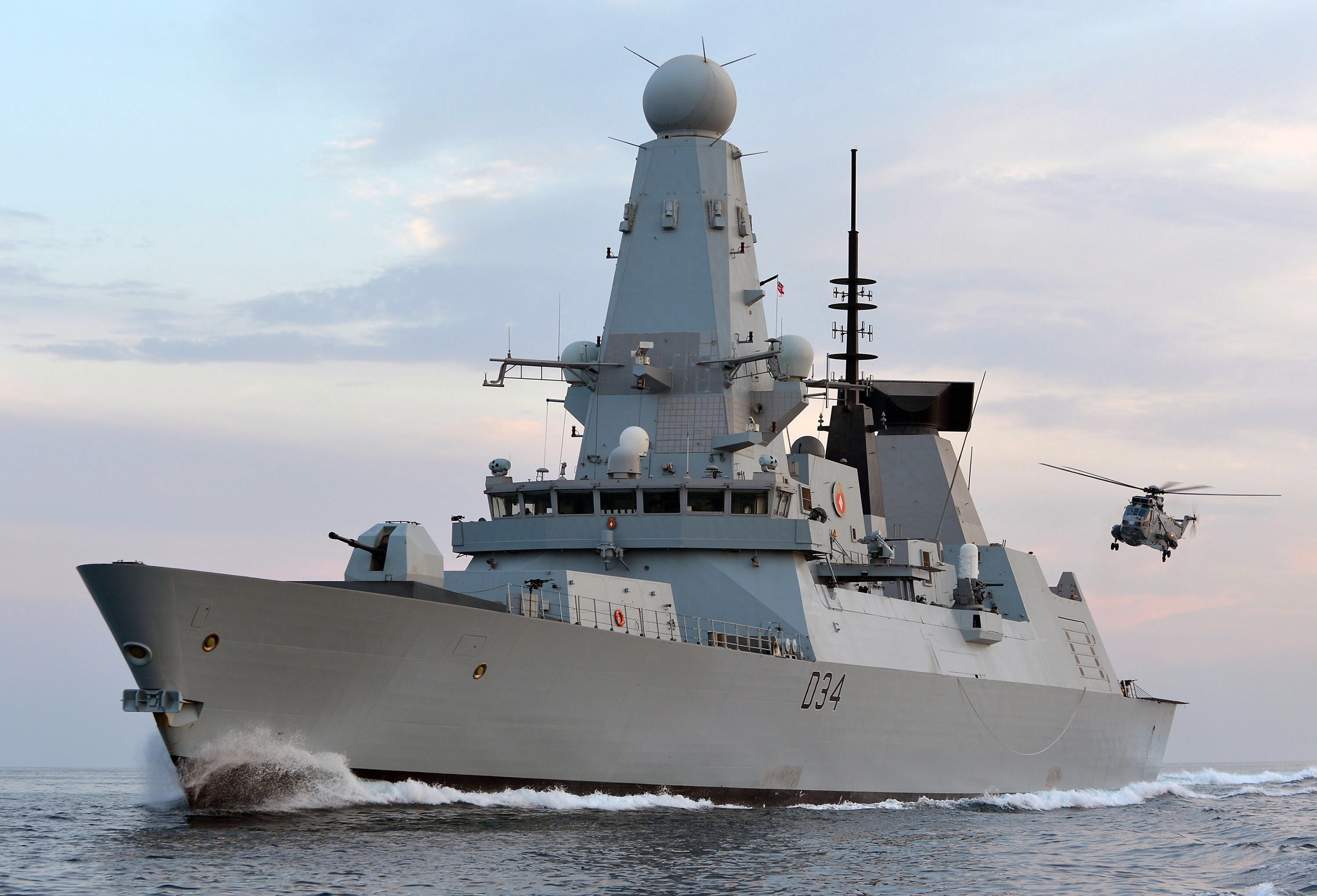
45型駆逐艦
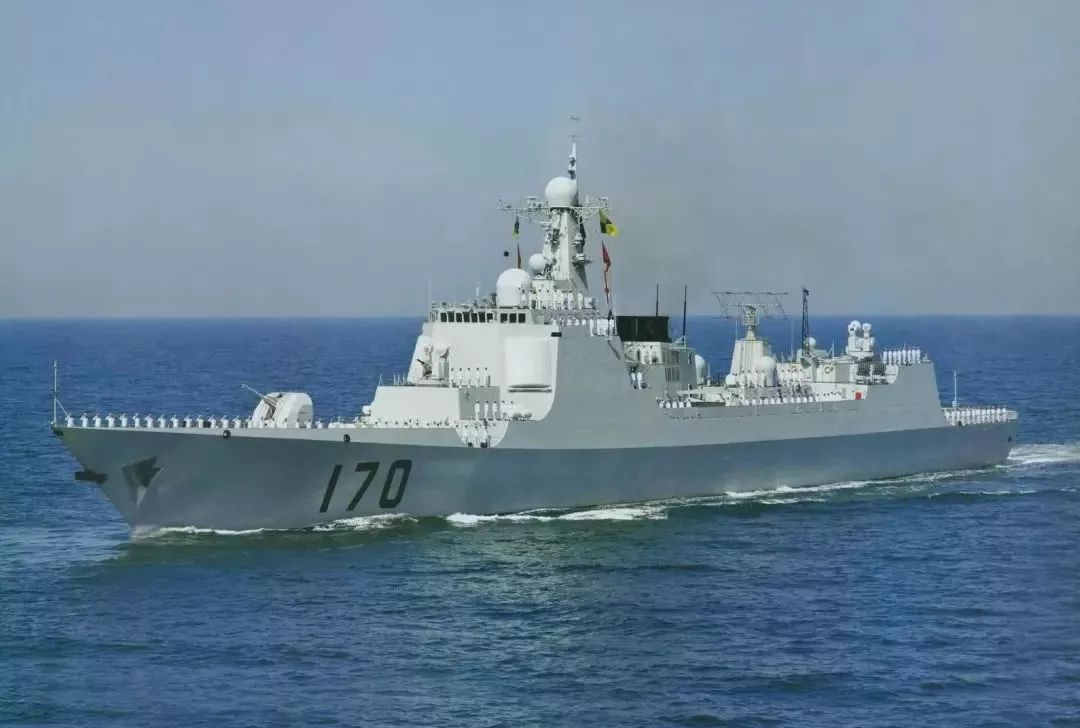
蘭州級駆逐艦

## ミサイル駆逐艦一覧
アメリカ海軍
- ギアリング級駆逐艦「ジャイアット」
- ミッチャー級駆逐艦[注 2]
- ジョン・ポール・ジョーンズ級ミサイル駆逐艦[注 3]
- ファラガット級ミサイル駆逐艦
- チャールズ・F・アダムズ級ミサイル駆逐艦
- キッド級ミサイル駆逐艦
- アーレイ・バーク級ミサイル駆逐艦
- ズムウォルト級ミサイル駆逐艦
- DDG(X)（計画中）

 イギリス海軍
- カウンティ級駆逐艦
- 82型駆逐艦「ブリストル」
- 42型駆逐艦
- 45型駆逐艦

 イタリア海軍
- インパヴィド級駆逐艦
- アウダーチェ級駆逐艦 (2代)
- デ・ラ・ペンネ級駆逐艦
- アンドレア・ドーリア級駆逐艦

 インド海軍
- ラージプート級駆逐艦
- デリー級駆逐艦
- コルカタ級駆逐艦
- ヴィシャーカパトナム級駆逐艦

 オーストラリア海軍
- パース級駆逐艦
- ホバート級駆逐艦

 ドイツ海軍
- リュッチェンス級駆逐艦

 カナダ海軍
- イロクォイ級ミサイル駆逐艦

 ソビエト連邦海軍／ ロシア海軍
- ブラーヴイ級艦隊水雷艇（56A/K型）
- グネーヴヌイ級大型対潜艦（57A型）
- カシン型駆逐艦（61型）
- ソヴレメンヌイ級駆逐艦（956型）
- リデル級原子力駆逐艦（23560型）（計画中）

 大韓民国海軍
- 世宗大王級駆逐艦[注 4]

 中国人民解放軍海軍
- 051B型（旅海型）駆逐艦「深圳」
- 052B型（旅洋I型）駆逐艦
- 052C型（旅洋II型）駆逐艦
- 051C型（旅州型）駆逐艦
- 052D型（旅洋III型）駆逐艦
- 055型駆逐艦[注 4]

 海上自衛隊
- ミサイル護衛艦「あまつかぜ」
- たちかぜ型護衛艦
- はたかぜ型護衛艦
- こんごう型護衛艦
- あたご型護衛艦[注 4]
- まや型護衛艦[注 4]

 フランス海軍
- シュフラン級駆逐艦
- ケルサン級駆逐艦
- カサール級駆逐艦
- フォルバン級駆逐艦
- アキテーヌ級駆逐艦